# Alfredo Palacio
Luis Alfredo Palacio González (Guayaquil, 22 de enero de 1939-Guayaquil, 22 de mayo de 2025) fue un médico y político ecuatoriano. Fue presidente de la República del Ecuador desde el 20 de abril de 2005 hasta el 15 de enero de 2007 luego de la destitución de Lucio Gutiérrez del poder tras una semana de creciente malestar con su gobierno.

## Biografía
Su padre fue el conocido escultor ecuatoriano Alfredo Palacio Moreno, que realizó el monumento a la Revolución Liberal, con la figura de Eloy Alfaro, ordenado por el Municipio de Guayaquil y que, tras un reasentamiento geométrico, se encuentra en el redondel que conecta al puente Rafael Mendoza Avilés y la Avenida Benjamín Rosales Aspiazu de Guayaquil. Su madre fue Ana María González.
Fue miembro de las siguientes organizaciones científicas y médicas: New York Science Academy, Comunidad Científica Ecuatoriana, Sociedad Médico-Quirúrgica del Guayas, Sociedad Ecuatoriana de Cardiología y sociedades especialistas del Tórax, Pediatría, Radiología y Medicina Interna. Estuvo casado con María Beatriz Paret, con quien tuvo 4 hijos.

### Estudios realizados
Realizó estudios primarios en el Instituto Particular Abdón Calderón (IPAC). Sus estudios secundarios se realizaron en el colegio "La Salle", en la ciudad de Guayaquil. 
Palacio se graduó en 1967 de la Universidad de Guayaquil como doctor en Medicina, especializándose posteriormente en medicina interna, cardiología y cirugía en EE. UU.
Ha publicado obras científicas en el área de su especialización y se conoce que tiene interés en estudios científicos de carácter médico.

### Ejercicio profesional
Cardiólogo en ejercicio privado. Su consultorio en Guayaquil contaba entre sus clientes a los expresidentes León Febres Cordero y Sixto Durán Ballén, así como otras figuras públicas de la política ecuatoriana.
De acuerdo a la página oficial de Carondelet, Alfredo Palacio ha recibido múltiples reconocimientos: de la Casa de la Cultura Ecuatoriana, de la Academia Ecuatoriana de Medicina, del Municipio de Quito, de American Medical Association, del Municipio de Guayaquil, del Ministerio de Defensa Nacional (Medalla al mérito Atahualpa, en el grado de Comendador), de la Defensa Civil de Ecuador y del Ejecutivo Ecuatoriano (Reconocimiento al Mérito, en el grado de Gran Cruz).

## Actividad pública
Fue ministro de Salud Pública entre 1994-1996, durante el gobierno de Sixto Durán Ballén. Durante el conflicto fronterizo con Perú, organizó el sistema de salud de emergencia, mereciendo una condecoración de parte de las Fuerzas Armadas. Palacio no ha sido afiliado a partido político en ningún momento, pero ha sido afín a ideologías liberales y progresistas.

### Candidatura vicepresidencial del 2002
Después de que Lucio Gutiérrez recibió amnistía por los sucesos del 21 de enero de 2000, el exmilitar formó el partido político Sociedad Patriótica, organización que llegó a un acuerdo programático con Pachakutik para una alianza electoral en las elecciones presidenciales del 2002. Entre los puntos del acuerdo programático se incluía la reforma constitucional, el rechazo a la negociación de un Tratado de Libre Comercio (TLC) con EE. UU., el establecimiento de un plan para la salida del puesto de avanzada de EE. UU. en la Base Aérea de Manta y el establecimiento de políticas públicas de corte izquierdista.
Como parte de la alianza, Gutiérrez consiguió de los líderes indígenas de Pachakutik autorización para conseguir compañero de fórmula (candidato a vicepresidente) en la ciudad de Guayaquil, para lograr equilibrio regional Costa-Sierra. Palacio no fue el primer consultado, pero fue el único que aceptó correr la candidatura con Gutiérrez, quién decidió participar como independiente auspiciado por el PSP, no afiliándose al partido.
Dentro de la campaña, Palacio explotó su imagen de médico para promover la agenda de salud de la oferta electoral. La oferta concreta del candidato a vicepresidente era organizar un mecanismo que permitiera a todo ecuatoriano tener algún sistema de seguridad de salud (Aseguramiento Universal de Salud). Gutiérrez vistió traje verde para recordar al elector la expulsión de Mahuad y rememorar gobiernos militares del pasado. Aunque en los últimos años, Gutiérrez ha revelado que Palacio casi no participaba en campaña, se puede considerar que su imagen ayudó a insertar la candidatura en grupos moderados guayaquileños y manabitas.
Durante la campaña de segunda vuelta electoral (balotaje), Palacio demostró mejores habilidades de comunicación que el vicepresidenciable de la otra lista, Marcelo Cruz (también médico); casi en la misma proporción como Gutiérrez era mejor que el presidenciable Álvaro Noboa en cuanto a capacidad de comunicación. Gutiérrez utilizaba un juego de palabras con los apellidos de su lista y de los contrarios al repetir que la gente gritaba en sus mítines: "Con Gutiérrez, al Palacio; pero con Noboa, a la cruz".

## Vicepresidente del Ecuador
Palacio asumió el despacho el miércoles 15 de enero de 2003. Gutiérrez asignó a la Vicepresidencia el área social, ciencia y tecnología, la prevención de desastres naturales, la planificación y le permitió designar el ministro de Salud (fue nombrado Francisco Andino, quien renunció meses más tarde, en pugna con Palacio). En la práctica, el área social no estuvo a cargo de la Vicepresidencia, lo que motivó el primer roce entre Presidente y Vicepresidente.
Con el tiempo, Gutiérrez relevó a Palacio de todas esas responsabilidades, dejando únicamente en sus manos el manejo de Ciencia y Tecnología y el proyecto de Aseguramiento Universal de Salud. Los presupuestos anuales del gobierno entregaban exiguas partidas a estos proyectos, los cuales no pudieron avanzar. Palacio culpó de las inflexibilidades presupuestarias a la existencia de fondos petroleros destinados a priorizar el pago de la deuda externa. De estos fondos petroleros, el más conocido era el Fondo de Estabilización e Inversión de los Recursos Petroleros -FEIREP. El asesor económico de la vicepresidencia, Rafael Correa, había estructurado un mecanismo para usar parte de los fondos del FEIREP para el aseguramiento universal y la inversión en ciencia y tecnología, pero la vicepresidencia no tenía injerencia en la elaboración presupuestaria ni en la ejecución de las cuentas fiscales.
Después de la pugna soterrada de marzo de 2003, Palacio mantuvo un perfil bajo mientras Gutiérrez enfrentó el desgaste del gobierno, incluyendo la acusación de aportes electorales ilícitos por parte de un empresario sentenciado por narcotráfico que apoyó la candidatura a instancias de Palacio.
En octubre de 2004, se realizaron las elecciones seccionales en Ecuador, donde el partido del presidente Gutiérrez contó con la activa participación del primer mandatario. Este fue el origen de un intento de juicio político en el Congreso en contra de Gutiérrez, que permitió al entonces ministro de gobierno, Jaime Damerval, acumular diputados afines con base en compra de conciencias y ofertas burocráticas en el Ejecutivo. Grupos sociales que antes se identificaban con Palacio tomaron distancia del vicepresidente y del gobierno y organizaron un movimiento que participó en elecciones con el nombre de Movimiento Blanco (Su dirigente era el exministro Francisco Andino). Por su parte, el vicepresidente Palacio criticó que Gutiérrez se dedique a campaña electoral y pidió a la Contraloría que investigue si Sociedad Patriótica usaba fondos públicos en su propaganda
Durante el proceso previo al juicio político a Gutiérrez, se especuló que Palacio apoyaba lograr la destitución del Presidente. Un diputado del Partido Socialista del Ecuador denunció haber recibido una llamada del despacho vicepresidencial, pero esta versión fue desmentida por Palacio días más tarde.

### Rebelión forajida y caída de Gutiérrez
El 4 de diciembre de 2004, la mayoría simpatizante al presidente Gutiérrez emitió una resolución que destituía a los jueces de la Corte Suprema de Justicia y nombraba a sus reemplazos, a pesar de que el Legislativo no tenía potestad para ninguna de esas acciones. La sesión del Congreso había sido convocada expresamente por Gutiérrez para descabezar la Función Judicial: El diputado del MPD, Luis Villacís, leyó la resolución elaborada con base en una interpretación jurídica elaborada por el asesor jurídico presidencial. A pesar de ello, el gobierno rechazaba ser responsable de la designación de la nueva Corte. Los magistrados cesados por el Congreso fueron expulsados del edificio de la Corte Suprema con gases lacrimógenos y empellones de policías enviados por el ministro de Gobierno, Jaime Damerval. En aquella ocasión, Palacio advirtió que debía rectificarse, pues la decisión había concentrado todas las funciones del Estado, directa o indirectamente, en la persona de Lucio Gutiérrez, instalándose una dictadura. Textualmente había dicho que: "Cuando se producen rupturas constitucionales es necesario rectificar con urgencia. Los acontecimientos de las últimas horas merecen esta atención"
Cuando la nueva Corte Suprema, bautizada como Pichi-Corte, ordenó la anulación de los juicios contra Abdalá Bucaram y otros políticos ecuatorianos exiliados en el Caribe, la ciudadanía salió a protestar en mayor número. Palacio entonces había tomado ya partido por la oposición y culpó a Gutiérrez por la instalación de la Corte: "No es posible negar que la Corte y tribunales cuestionados tienen su origen en la sesión extraordinaria del Congreso del 8 de diciembre que usted convocó. Su responsabilidad para solucionar esta tragedia es ineludile".
El miércoles 13 de abril de 2005, el alcalde de Quito, Paco Moncayo, lideró una protesta en la capital ecuatoriana, que paralizó parte de la actividad productiva. Al ver que la ciudad no se alteró del todo, Gutiérrez desdeñó la protesta y dijo que todos quienes no protestaron con el alcalde están a favor de su gestión. Esto motivó una protesta relámpago realizada en la noche del mismo día, organizada por una radio capitalina de gran importancia llamada La Luna. Al día siguiente, Gutiérrez calificó a quienes protestaron frente a su casa como "grupo de forajidos".
Esta denominación se convirtió en contraseña de orgullo y protesta contra el régimen gutierrista. El 15 de abril de 2005, Gutiérrez ordena la clausura de la Pichi-Corte de su inspiración y decreta estado de emergencia en Quito. 
Desde ese día, las protestas se desarrollaban noche tras noche en la capital y en varias otras ciudades. El miércoles 20 de abril, el Congreso Nacional suspendió su reunión en su edificio habitual (El auditorio del Banco Central del Ecuador, debido a que el Palacio Legislativo se incendió), para reiniciarla en CIESPAL (Centro Internacional de Estudios Superiores en Periodismo para América Latina, organización no gubernamental), donde procedieron a reemplazar al Presidente del Congreso (también afín a la gestión de Gutiérrez) y a resolver que Lucio Gutiérrez había abandonado su cargo como Presidente al violar la Constitución al interferir en otras funciones del estado.

## Presidencia del Ecuador
Alfredo Palacio fue juramentado Presidente Constitucional de la República en el auditorio de CIESPAL por la primera vicepresidenta del Congreso, Cynthia Viteri (del PSC), quien asumió el cargo de presidenta tras la destitución del Presidente del Congreso, Omar Quintana (del PRE) en la misma sesión. No fue investido con la tradicional banda presidencial, dada la premura del evento. En su discurso inaugural, prometió retomar la agenda izquierdista abandonada por Lucio Gutiérrez, llevar a cabo la reforma política ofrecida por gobiernos anteriores para eliminar la injerencia política en la administración de justicia y priorizar la inversión social por sobre el pago de la deuda externa, siendo la frase más recordada de su discurso: "Hoy refundamos este país, (...) un país que abra las blancas escuelas, los limpios hospitales...". En la misma posesión ofreció combatir la impunidad: "El pueblo del Ecuador terminó la dictadura, la inmoralidad, la prepotencia, el terror, el miedo (…) ha decidido fundar una República de esperanza, en cuyas calles y caminos florezca y reine la dignidad, la equidad y la alegría (…) Además de refundar la República, les ofrezco que no habrá perdón ni olvido para las personas que han quebrantado la Constitución, para los opresores que han reprimido al pueblo, para todos aquellos que no han respetado la cosa pública"..
Después de su posesión y de una accidentada rueda de prensa, salió al balcón de CIESPAL, donde manifestantes quiteños exigieron que ordene el cierre del Congreso. Palacio se negó. Durante más de 12 horas, Palacio estuvo encerrado en un subsuelo de CIESPAL a la espera de que los manifestantes abandonen el edificio, que fue objeto de vandalismo como rechazo al Legislativo (De hecho, varios diputados fueron agredidos y obligados a renunciar), pudiendo retirarse del sitio luego de entablar conversaciones con Paco Velasco, radiodifusor quien era uno de los líderes de las protestas y con el expresidente León Febres-Cordero, quienes pudieron lograr aminorar las protestas, permitiendo que una fuerte escolta militar lo trasladen al Palacio de Gobierno.

### Políticas Públicas

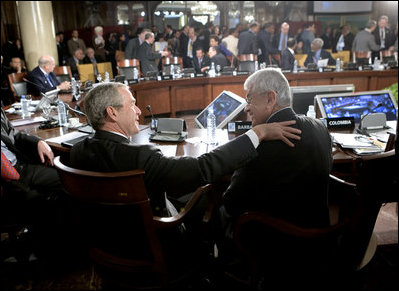
Alfredo Palacio y el presidente de Estados Unidos George Bush durante la última sesión de la Cumbre de las Américas 2005 en Mar del Plata, Argentina.

Ya en el gobierno, integró un gabinete principalmente con ciudadanos alejados de la política activa, principalmente ciudadanos de avanzada edad, aunque había también ministros jóvenes, la mayoría siendo afín a ideologías progresistas y liberales. La primera preocupación de la administración Palacio fue evitar victimizar al exmandatario Lucio Gutiérrez, quien maniobró para llegar a la residencia del Embajador de Brasil y pidió asilo político, el cual fue aceptado. Gutiérrez voló a Brasil a los pocos días de concedido su asilo, a diferencia de lo que haría en su tiempo Gutiérrez cuando impidió la salida del exmandatario Gustavo Noboa, cuando éste recibió asilo en la embajada de República Dominicana. Palacio recibió apoyo en su ciudad natal y después se dedicó a implementar una reforma política que incluía armar una nueva Corte Suprema, independiente de partidos e intereses.
En el tema de salud, inició la implementación de un sistema de aseguramiento universal de salud (AUS), que se concretó en tres ciudades. Quito, Guayaquil y Cuenca por convenio con sus Municipios y utilizando un préstamo del Bono de Desarrollo Humano. También envió al congreso una reforma legal para integrar la Corte Suprema de Justicia, que fue denominada "La Corte Ideal" y una reforma legal para cambiar la forma de juzgamiento de los presidentes de la República, bajo el tratamiento de enmiendas constitucionales, las cuales no fueron aprobadas. Algo muy importante en su gestión fue el evitar inmiscuir al Ecuador en el Plan Colombia, rechazando las ofertas del presidente colombiano Álvaro Uribe, teniendo buena aceptación la gestión de Francisco Carrión como Canciller de la República.
Su ministro de Economía, Rafael Correa, propuso eliminar el fondo petrolero FEIREP y sustituirlo por una cuenta especial en el presupuesto, denominada CEREPS. También se creó un fondo petrolero denominado FEISEH, para priorizar inversiones en electrificación e inversión en explotación hidrocarburífera. Terminaron así, eliminando el fondo de estabilización de los ingresos petroleros (FEIREP) al que, Correa especialmente, acusaba de ser un mecanismo que favorecía los intereses de los tenedores de bonos de la deuda pública y lo sustituyó por la "Cuenta de reactivación productiva y social" (CEREPS), que distribuía dichos recursos entre diferentes rubros (pero que revertía al presupuesto al final de cada año). Palacio continuó con las negociaciones de Tratados de Libre Comercio que se iniciaron en el gobierno de Gutiérrez, teniendo avances en las negociaciones con EE. UU., siendo considerado esto por políticos de izquierda y de oposición como una traición de su promesa de retomar el modelo de gobierno progresista por el que fue elegido como vicepresidente, además de bajar estándares de soberanía económica. Correa en sus tres meses como ministro adquirió gran popularidad y apoyo de sectores sociales por su manejo de la economía siguiendo un marco socialista y nacionalista, intentó incrementar la inversión social, criticó y disminuyó la influencia del Fondo Monetario Internacional y del Banco Mundial en la economía, enfocándose en invertir y colaborar internacionalmente con el gobierno bolivariano de Hugo Chávez firmando compromisos económicos con este país. El presidente Palacio tuvo muchas discrepancias con Correa por su manejo de la economía, principalmente por tomar decisiones sin el previo conocimiento del presidente en acuerdos internacionales, lo cual resultó en la renuncia de Correa al ministerio.
Luego de la renuncia de Correa, Palacio nombró, en total, a 5 ministros para el manejo de esa cartera, entre estos Diego Borja, quien envió una ley para reformar los contratos petroleros en cuanto a las utilidades excesivas de operadoras petroleras, de esa manera impulsó una reforma de la Ley de Hidrocarburos para que el Estado recibiera al menos el 50 % de la renta petrolera. Borja también insistió en que en el reglamento de la Ley no se diluyera la participación del Estado en los ingresos petroleros. La popularidad de Palacio fue deteriorándose luego de la salida de Correa, siendo muy criticado por haber fallado en implementar las reformas políticas que prometió en su posesión presidencial, además de ser criticado por haber llevado un manejo mediocre del sector público, no teniendo apoyo de ningún partido en el Congreso Nacional, enfrentándose continua oposición político que dificultó su manejo del gobierno. Alfredo Palacio terminó su mandato el lunes 15 de enero de 2007 y entregó la banda presidencial al nuevo Presidente Constitucional de la República, el economista Rafael Correa, su exministro de economía, el 15 de enero, en el Congreso Nacional.

### Intentos de reformas políticas y Consulta Popular
Palacio intentó llevar a cabo una reforma política, para lo cual probó varias alternativas: recopilar sugerencias de ciudadanos a través de una línea 1-800, cartas, Internet y llamadas a radios comunitarias. Envió un pliego de preguntas al Congreso para buscar la autorización a consulta popular. Realizó una alianza con el partido Izquierda Democrática para obtener la aprobación de una consulta por parte del Legislativo. Pidió al Tribunal Supremo Electoral (TSE) convocar a una consulta para la instalación de una Asamblea Constituyente. Luego ordenó al TSE que realizase la convocatoria y por último envió al Congreso un proyecto de reforma constitucional que permitiera llamar directamente a consulta popular, sin embargo, el Congreso jamás dio paso a ninguna de estas peticiones, siendo las propuestas fuertemente criticadas por la oposición parlamentaria por ser económicamente inviables, además de la inestabilidad de las propuestas de Palacio, que fueron modificándose continuamente.
Palacio al final de su gestión únicamente logró convocar a una Consulta Popular sobre temas de inversión social, teniendo como objetivo transformar los proyectos de Aseguramiento Médico universal, el Plan Decenal de Educación, y la reinversión en proyectos sociales de los excedentes petroleros, como políticas públicas que ejerzan como legado de su gobierno. La consulta se realizó el mismo día de las segunda vuelta electoral de las elecciones presidenciales de Ecuador de 2006, ganando el sí en las 3 por más del 60 %.

## Vida pospresidencial
El Dr. Palacio luego de ejercer la presidencia se retiró a la ciudad de Guayaquil donde retomó su ejercicio médico de forma privada. De igual manera dio conferencias de medicina en la Universidad Espíritu Santo de Samborondón. Posteriormente fundó la Facultad de Medicina del plantel universitario. Se desempeñó como Presidente del Instituto Nacional de Cardiología, Profesor de Cambios Socioeconómicos y Políticos en América Latina, Universidad de Especialidades Espíritu Santo “UEES”; Presidente del Consejo Rector Académico Científico de la Facultad de Medicina de la Universidad Espíritu Santo UEES.
Durante el gobierno del presidente Rafael Correa, Palacio mantuvo una postura distante de la política, pero complaciente con el gobierno de Correa, atendiendo a sus posesiones presidenciales y siendo invitado a múltiples eventos del gobierno.
Falleció el 22 de mayo de 2025, a la edad de 86 años.

## Libros publicados
- Atlas of two-dimensional Echocardiography. Yorke Medical Books. Estados Unidos 1983
- Atlas de Ecocardiografía Bidimensional. Editorial PLM. México 1983
- Estudio Guayaquil 1: Las cardiopatías en la provincia del Guayas - Ecuador. Universidad de Guayaquil. Ecuador 1986
- Cardiopatía Isquémica. Editorial del Banco Central del Ecuador. 1989
- Hacia un humanismo científico. Ecuador 1996
- La salud: El derecho de todos. Editorial Presidencia de la República. Ecuador 2006

## Condecoraciones y méritos
- Gran Collar de la Orden Nacional de San Lorenzo, designada al Gran Maestre de la Orden de mayor rango en el Ecuador, presidida por el presidente de la República de turno.